# Ueckermünder Heide

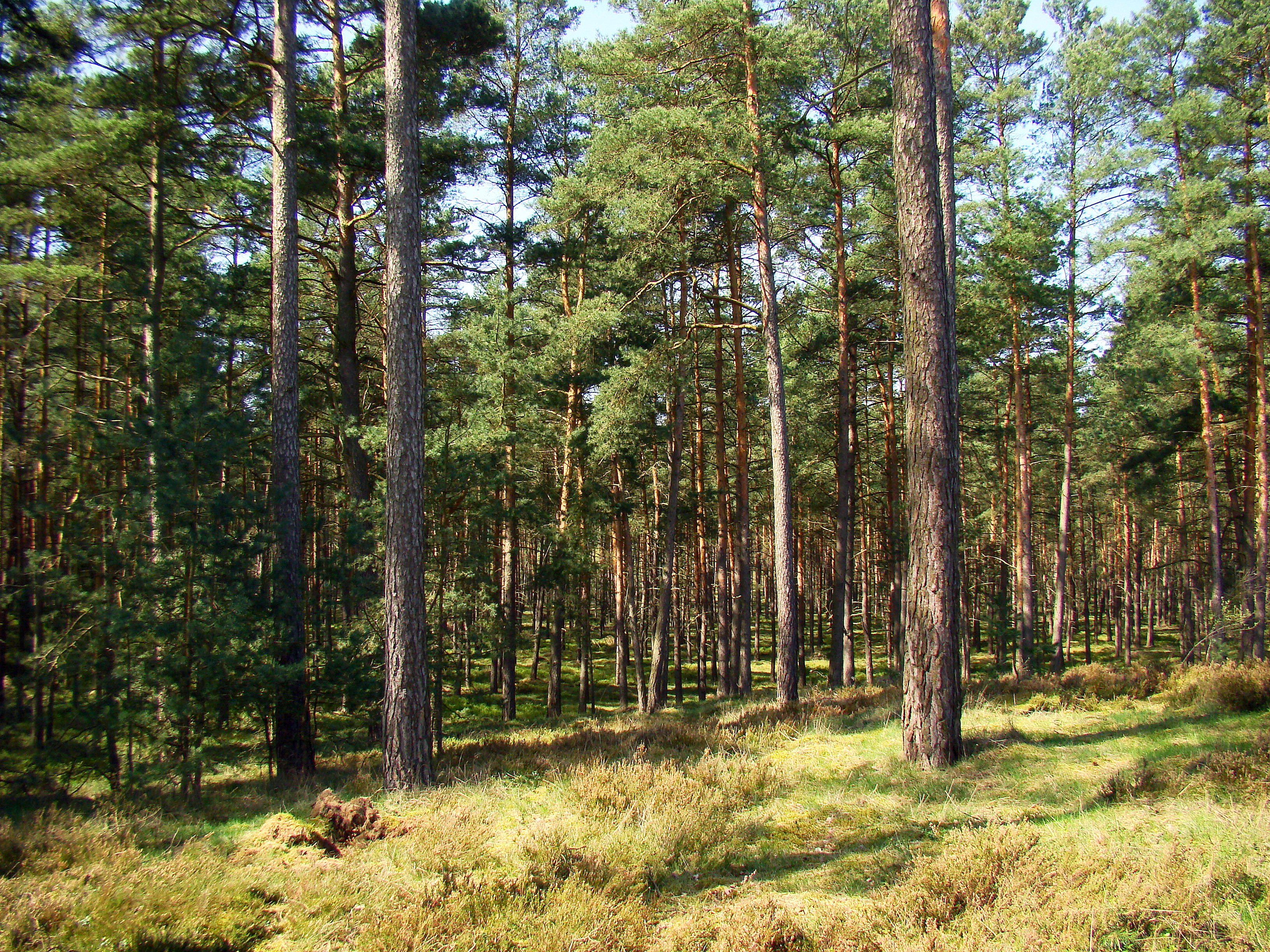
Ueckermünder Heide / Puszcza Wkrzańska

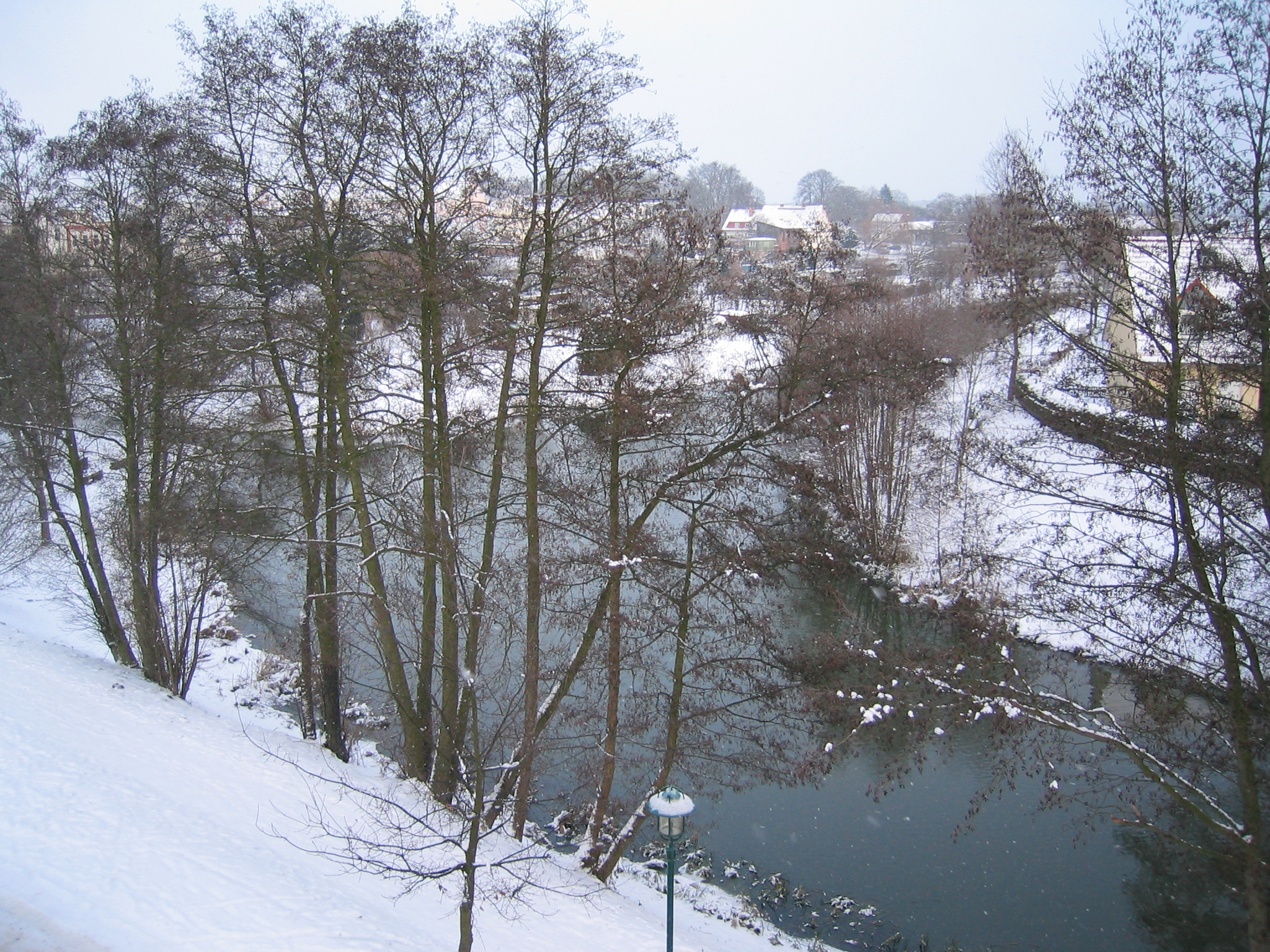
Die Uecker in Torgelow

Die Ueckermünder Heide ist ein ausgedehntes Wald- und Heidegebiet im äußersten Nordosten Deutschlands. Große Teile gehören zum Naturpark Am Stettiner Haff. Der östliche Teil des Gebietes gehört zur Republik Polen, dort unter dem Namen Puszcza Wkrzańska.

## Geographie
Die Region ist etwa 1000 km² groß. Im Norden grenzt sie an das Stettiner Haff, im Osten an die Oder. Im Westen bildet die Niederung der Friedländer Großen Wiese die Grenze, im Süden etwa die Linie Stettin–Pasewalk. Die Ueckermünder Heide ist ein Flachlandgebiet, nur wenige Punkte erreichen Höhen über 20 m ü. NHN (Ausnahme: Dachsberge südlich von Hintersee 48 m). Das Waldgebiet wird von der Uecker, der Randow und der Zarow durchzogen. Es gibt außerdem noch zahlreiche, geschützte Moore, besonders im Grenzgebiet zu Polen. Die Sümpfe waren auch die Ursache, dass die Heide erst relativ spät großflächig besiedelt wurde. Im 17. Jahrhundert waren es vorwiegend Kolonisten, die Köhlereien und Glashütten anlegten. Das häufige Vorkommen von Raseneisenstein war die Grundlage für die Metallverarbeitungsbetriebe vornehmlich in Torgelow. In der Mitte des Gebietes liegt ein rund 50 km² großer Truppenübungsplatz, der von der Bundeswehr genutzt wird (Kasernen in Torgelow und Eggesin).
Städte und größere Gemeinden in der Ueckermünder Heide sind
- Dobieszczyn (Entepöl)
- Drogoradz (Hammer)
- Eggesin
- Jatznick
- Nowe Warpno (Neuwarp)
- Police (Pölitz)
- Torgelow
- Trzebież (Ziegenort)
- Ueckermünde
- Viereck

Heute hat die Ueckermünder Heide forstwirtschaftliche, aber auch zunehmend touristische Bedeutung. Daneben gibt es eine vielfältige Flora und Fauna. Seit 2015 lebt in der Ueckermünder Heide auch ein Wolfsrudel mit Nachwuchs. In den Wäldern und Mooren brüten unter anderem Kraniche, Schrei- und Seeadler. Insgesamt sind in der Ueckermünder Heide über 230 Vogelarten beschrieben.